# Monoszló
Monoszló község Veszprém vármegyében, a Balatonfüredi járásban (az 1950-es megyerendezés előtt Zala vármegye része volt).

## Fekvése
A Balatontól 6 kilométerre északra, a Káli-medence keleti szomszédságában megbújó, mindössze két község területét magában foglaló, kis Monoszlói-medencében található. Ez a terület a Balaton-felvidék egyik legrejtettebb völgye, áthaladó útja 2019-ig nem volt, ma is csak Balatoncsicsó felé van, a völgyben található zsákfalu, Balatonhenye felé nincs közúti összeköttetés. A település a 7313-as számú Zánka–Gyulakeszi-országútból Köveskál külterületén észak felé kiágazó 73 124-es úton közelíthető meg.
Szomszédos települések: északnyugatra 1,5 kilométerre Balatonhenye, keletre 4 kilométerre Szentantalfa, délkeletre 6 kilométerre Zánka, délnyugatra 4 kilométerre Köveskál.

## Története
A település első írásos említése 1252-ből való, a veszprémi káptalan oklevele Monoslou (Rubinum sacerdotem de Monoslou) névvel illeti a falut. Ekkor már a temploma is állhatott, amelyet eredetileg Szent Mihály tiszteletére szenteltek fel. Az Árpád-korban földvárral is rendelkezett, amelyet a Hegyestűn alakítottak ki.
A község nevezetes szülötte Monoszló Lodomér, aki a 13. században, IV. László király idején viselte az esztergomi érseki címet. A királyt többször megfeddte keresztény királyhoz nem méltó életmódjáért. Valószínűleg az érsek érdeme, hogy ilyen csodálatos faragású részlet került a falu templomépületére.
A török időkben elnéptelenedett a falu. Az első nagy támadás 1548-ban érte, amikor a törökök végigportyáztak a Balaton-felvidéken, de később is állandósultak a támadások a környéken. A török kiűzését követően újranépesült a település, amelynek lakói időközben református hitre tértek. 1745-ben felújították a templomot, amely 1829-ben nyerte el mai, késő barokk stílusú formáját. Belső bútorzata is ebből az időszakból való. A 19. század első fele és közepe egyben a település fénykora is volt; ekkoriban a lélekszám 600 fő körül alakult. Ebből az időből származik a ma a zalaegerszegi megyei levéltárban őrzött Monoszlói bíróláda, amely a község akkori mindennapjait dokumentálja részletesen. A 20. század eleji községről Eötvös Károly A balatoni utazás vége című útikönyve ad pompás leírást. Még monoszlai visszhangot is említ.
1999-ben 157 lakosa volt a falunak, amelyből kb. 110 fő alkotta a református gyülekezetet.

## Közélete

### Polgármesterei
- 1990–1994: Varga Gyula (független)[9]
- 1994–1998: Varga Gyula (független)[10]
- 1998–2002: Simon György (független)[11]
- 2002–2006: Simon György (független)[12]
- 2006–2010: Simon György (független)[13]
- 2010–2014: Simon György (független)[14]
- 2014–2019: Simon György (független)[15]
- 2019–2024: Simon György (független)[16]
- 2024– : Simon György (független)[1]

## Népesség
A település népességének változása:
| Lakosok száma | 120  | 111  | 107  | 102  | 94   | 103  | 106  |
|               | 2013 | 2014 | 2015 | 2021 | 2022 | 2023 | 2024 |

A 2011-es népszámlálás során a lakosok 100%-a magyarnak, 3% németnek, 1% cigánynak mondta magát (a kettős identitások miatt a végösszeg nagyobb lehet 100%-nál). A vallási megoszlás a következő volt: római katolikus 35%, református 35%, evangélikus 6%, felekezeten kívüli 8% (15% nem nyilatkozott).
2022-ben a lakosság 91,5%-a vallotta magát magyarnak, 3,2% németnek, 3,2% egyéb, nem hazai nemzetiségűnek (8,5% nem nyilatkozott; a kettős identitások miatt a végösszeg nagyobb lehet 100%-nál). Vallásuk szerint 23,4% volt római katolikus, 20,2% református, 4,3% evangélikus, 1,1% görög katolikus, 3,2% egyéb keresztény, 16% felekezeten kívüli (31,9% nem válaszolt).

## Nevezetességei
- A település határában emelkedik a Hegyestű (337 m). A hegy szabályos kúp alakú volt valamikor, északi oldalát azonban az ott működő kőbánya működtetésével lebontották, így a közel 50 m magas bányafal megmutatja a bazalt vulkán belsejét. A csúcsáról nagyszerű kilátás nyílik a Balatonra.[19]
- Középkori temploma a román stílusú építészet szép részletét őrizte meg. A déli kapu fölött életfajelenetet találunk. Ezen két madár a csőrével nyúl az életfa tövéhez.

- Hegyestű
- A templom déli kapuján látható életfa fotón…
- …és rajzon

## Régi mondások, falucsúfolók a településről
- Monoszlón a pandur nem ember. [A mondás eredete nem tisztázott.][20]